# Mansão Safra
A Mansão Safra é uma residência de propriedade da Família Safra (Vicky Safra) de ascendência judaico-libanesa, do setor bancário, mais especificamente ao Banco Safra. Construída a pedido do patriarca Joseph Safra (1938-2020), libanês naturalizado brasileiro, que, segundo a revista norte-americana Forbes, no momento de sua morte, era o banqueiro mais rico do mundo e segundo homem mais rico do Brasil. Vicky Safra (1956) e seus filhos herdaram o Banco Safra e outras posses, e em 2023 a família se tornou a mais rica do Brasil e a centésima mais rica do mundo.
A propriedade está localizada na Rua Gália, no bairro nobre do Jardim Everest, distrito do Morumbi, Zona Oeste da cidade de São Paulo, Brasil. Suas especificidades a tornam uma das maiores residências do mundo, maior até do que o Palácio da Alvorada, residência oficial do Presidente do Brasil e a Casa Branca, residência oficial e principal local de trabalho do Presidente dos Estados Unidos. Em 2024 foi eleita pela revista americana Architeture Design e pelo ArchDaily como uma das maiores do mundo. A residência ocupa a 11ª posição do ranking. O ArchDaily é um web site que cobre notícias da arquitetura.

## História
No dia 20 de dezembro de 1995 a revista Veja, na matéria "Os templos da nova riqueza", destacou a construção da mansão: no coração do bairro do Jardim Everest, distrito do Morumbi, Zona Oeste de São Paulo, ergue-se uma das mais impressionantes residências do mundo: a Mansão Safra. Esta propriedade, destaca-se não apenas por seu tamanho colossal, mas também por sua arquitetura inspirada nos grandes palácios europeus.
Inspirada no Palácio de Versalhes, sede da corte francesa no século XVIII, onde morou o rei Luís XVI - degolado com a mulher, Maria Antonieta, durante a Revolução Francesa. Foi projetada no estilo Beaux-Arts pelo arquiteto francês Alain Raynaud e decorada por Mica Ertegun, da MAC II de Nova York. A MAC II é uma empresa de design de interiores fundada em 1967 por Mica Ertegun e Chessy Rayner. O projeto paisagístico é assinado pelo renomado Roberto Burle Marx, enquanto a iluminação foi cuidadosamente planejada pela arquiteta brasileira Esther Stiller, reconhecida mundialmente.
A construção da Mansão custou na época - anos 1990 - cerca de U$ 11 milhões de dólares e, atualmente, está avaliada em mais de R$ 100 milhões de reais, sendo a casa mais cara da cidade de São Paulo. Nos anos 2000 perdeu o posto apenas para a Mansão de Edemar Cid Ferreira, ex- banqueiro, localizada na mesma rua, sendo retomado 2020 quando foi leiloada por 20 milhões de reais - desapropriada desde 2011 e cujo aspecto de abandono destoa dos demais imóveis da vizinhança.
Devido à natureza reservada de Joseph Safra, a residência está localizada em um espaço extremamente privado, com acesso restrito a familiares e amigos muito próximos. Durante sua construção, uma tenda foi erguida sobre o local para garantir que a disposição dos cômodos permanecesse em segredo, mesmo para aqueles que sobrevoavam a área de helicóptero. Possui nove elevadores, superando em tamanho até mesmo a Casa Branca (12ª posição) e o Palácio da Alvorada. Com uma área construída de 11.000 metros quadrados, a mansão ocupa um terreno de 22.000 metros quadrados, onde anteriormente situava-se o casarão do Conde Ermelino Matarazzo, que foi demolido para dar lugar à construção.
O Palácio de Safra possui mais de cento e trinta cômodos, nove elevadores e uma entrada de energia com capacidade suficiente para abastecer uma cidade de 2 000 habitantes. A casa é cercada por quatro guaritas, cada uma com cerca de 40 metros quadrados, tamanho de um apartamento pequeno. Só para a família, há sete suítes. Os aposentos do casal, um para José e outro para a mulher, Vicky, serão maiores do que grande parte dos apartamentos de superluxo em São Paulo ou no Rio de Janeiro. Além de enorme, cada suíte do casal é servida por dois elevadores, um privativo do dono do quarto e outro para os empregados.
A mansão é considerada a residência mais segura do Brasil, equipada com os mais modernos sistemas de segurança e protegida por um batalhão de ex-agentes do Mossad, o serviço secreto de Israel. Joseph Safra, conhecido por sua obsessão com segurança, nunca realizou festas na residência, mantendo-a como um refúgio privado para sua família.
Em 2020 no dia de falecimento de Joseph Safra o UOL publicou a matéria "Morto aos 82 anos, Joseph Safra era obcecado por segurança e se arrependeu de construir casa de 11 mil m² em SP".

## Repercussão na mídia
No ano de 1995 a revista Veja, na matéria "Os templos da nova riqueza", destacou a construção da mansão e sua grandiosidade. Já em 2016 o jornal Folha de S.Paulo escreveu sobre o palácio na matéria "Casas de Safra, Faustão e Doria estão entre as dez maiores de SP",  chamando a de maior mansão da capital paulista, pela maior área construída e maior valor do IPTU. O mesmo jornal no ano publicou a matéria "Mansões de São Paulo ocupam área de dois parques Ibirapuera". A matéria faz um levantamento inédito baseado nos domicílios do cadastro do IPTU (Imposto Predial e Territorial Urbano) que tratava sobre os imóveis de alto-padrão que são classificados na categoria "F": mansões que geralmente têm mais de 700 m², onde se localizam e a quantidade, 1.840 imóveis do tipo.
Em 2024 a mansão e suas especificidades foram divulgadas amplamente na mídia nacional em todos os principais canais de comunicação. Uma dessas matérias é do G1, "Mansão da família Safra de 130 cômodos, em SP, é a 11ª maior residência do mundo, diz revista."
Devido ao fato de ser considerada como uma das maiores residências do mundo, maior até do que o Palácio da Alvorada, residência oficial do Presidente do Brasil e a Casa Branca, residência oficial e principal local de trabalho do Presidente dos Estados Unidos. Foi eleita pela revista americana Architeture Design e pelo ArchDaily como a décima primeira maior residência do mundo. O ArchDaily é um web site que cobre notícias da arquitetura, projetos, eventos, produtos, entrevistas, chamadas da arquitetura, artigos de opinião, entre outros, focado a arquitetos, designers e público em geral interessado no tema.  A mansão só perde para palácios como o de Versalhes, perto de Paris, e o de Buckingham, em Londres, na oitava e sétima posições, respectivamente.